# Parandra shibatai
Parandra shibatai là một loài bọ cánh cứng trong họ Cerambycidae.